# Paradiso - Canto quarto

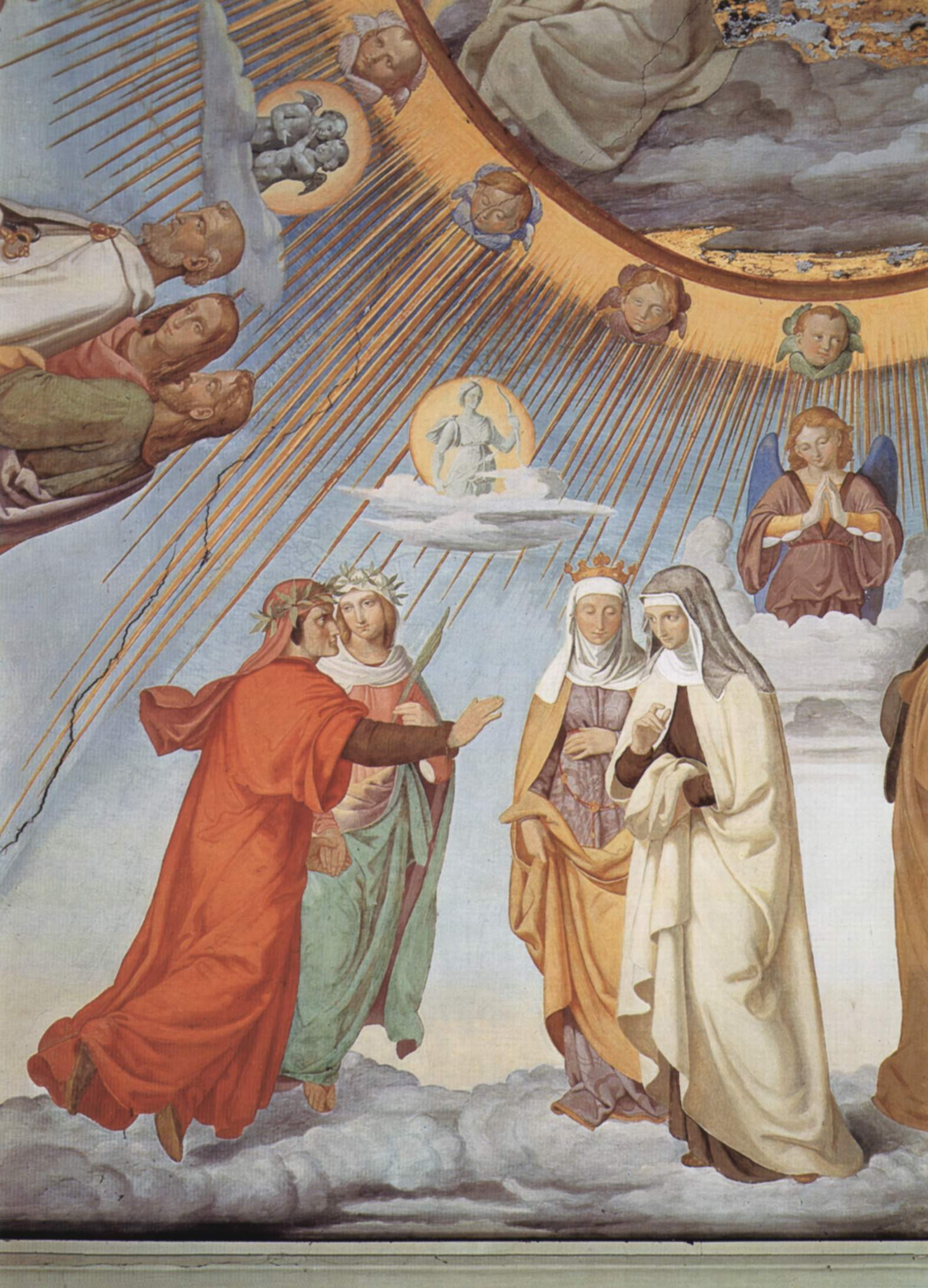
Dante incontra Costanza d'Altavilla e Piccarda Donati, affresco di Philipp Veit

Il canto quarto del Paradiso di Dante Alighieri si svolge nel cielo della Luna, ove risiedono le anime di coloro che mancarono ai voti fatti; siamo nel pomeriggio del 13 aprile 1300, o secondo altri commentatori del 30 marzo 1300.

## Incipit
(Anonimo commentatore dantesco del XIV secolo)

## Temi e contenuti

### Dubbi di Dante - versi 1-27
Le parole di Piccarda Donati fanno nascere in Dante due dubbi ugualmente tormentosi, a tal punto che non sa quale esprimere per primo ed è costretto a tacere. Sebbene Dante non parli, Beatrice, la quale vedendo ogni cosa in Dio conosce anche i pensieri di Dante, esplicita i due dubbi.
Il primo è riferito al fatto che il non compiere un bene (il voto di Piccarda in questo caso) per violenza altrui possa diminuire il nostro merito. Il secondo riguarda la discesa delle anime dalle stelle ai corpi umani e il loro ritorno in cielo, secondo la teoria di Platone argomentata nel dialogo Timeo.

### L'Empireo come sede dei beati - vv. 28-63
Beatrice inizia a sciogliere i dubbi di Dante confutando la teoria di Platone sopra citata. Tutti i beati hanno dimora nell'Empireo: il fatto che appaiano nei diversi cieli ha lo scopo di mettere in evidenza il diverso grado di beatitudine, e ha quindi un significato simbolico e didascalico. Solo in questo modo, attraverso la via del senso, infatti, si parla alla mente umana: la Scrittura di Dio ci è comprensibile perché si adatta alla capacità di comprensione degli uomini, e per lo stesso motivo la Chiesa rappresenta gli angeli, che sono puro spirito, con corpi umani. Dunque le affermazioni del Timeo non corrispondono alla realtà (ammesso che il testo sia correttamente inteso) là dove dice che ogni anima torna alla stella da cui si è distaccata quando è entrata in un corpo umano. Forse il protagonista del dialogo platonico non è lontano dal vero se intende che alle sfere celesti vada attribuito un influsso sulle anime; in base a questa convinzione, intesa erroneamente in senso assoluto, si sono attribuiti ai corpi celesti i nomi delle divinità pagane.

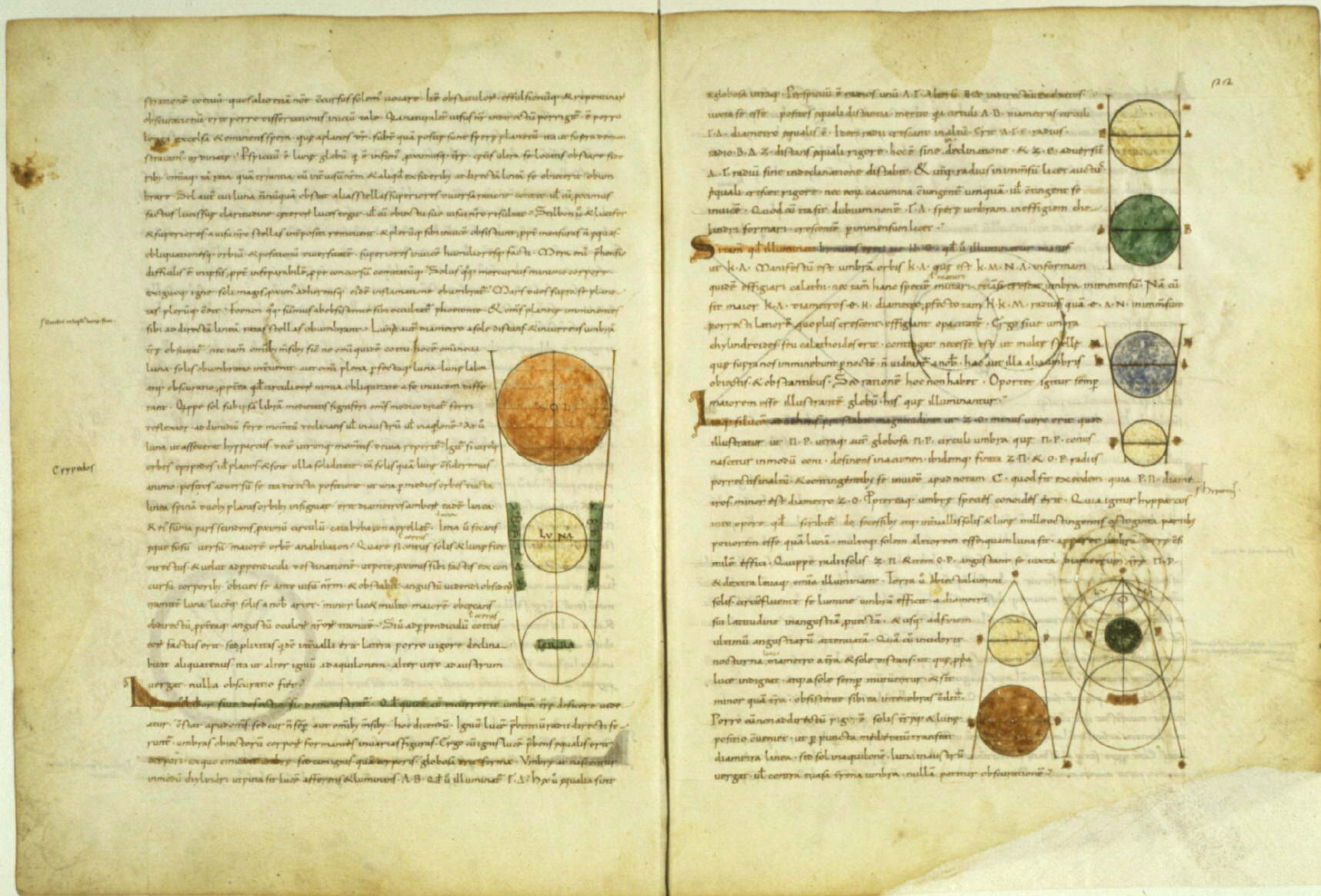
Manoscritto con la traduzione latina del Timeo compiuta da Calcidio

### L'inadempienza dei voti - vv. 64-114
Il secondo dubbio di Dante (sull'inadempienza dei voti a causa dell'altrui violenza) viene da Beatrice giudicato meno pericoloso in quanto il credere "ingiusta" la giustizia divina non è fonte di eresia, anzi a suo modo è conferma della fede in Dio.
Beatrice argomenta che Piccarda e Costanza non si opposero alla violenza con la necessaria energia, e lo dimostrerebbe il fatto che non ritornarono al chiostro in un momento successivo, quando avrebbero potuto farlo. Mancò loro, insomma, quella forza di volontà che ebbero ad esempio San Lorenzo martire fermo sulla graticola e Muzio Scevola con la mano nel braciere.
Chiarito questo punto, Beatrice introduce un altro tema, talmente complesso che Dante non potrebbe affrontarlo da solo: nel canto precedente (vv.31-33) ella ha reso Dante certo della veridicità delle anime; poi egli ha saputo da Piccarda che Costanza si è sempre conservata fedele nel suo cuore ai voti pronunciati, il che pare in contraddizione con ciò che Beatrice ha appena affermato. Ella ricorda che molte volte accade che si compia qualcosa contro la propria volontà per evitare un male peggiore (cita l'esempio mitologico di Alcmeone); in questo modo la violenza dell'oppressore si mescola alla volontà della vittima. Una volontà "assoluta", ovvero libera e incondizionata, non acconsente mai al male; ma di fatto vi acconsente se teme di cadere altrimenti in una colpa più grave. Piccarda ha alluso alla volontà assoluta, Beatrice invece alla volontà condizionata: le loro affermazioni sono dunque entrambe vere.

### Nuovo dubbio di Dante - vv. 115-142
In tal modo le parole di Beatrice, alimentate direttamente dalla verità divina, soddisfano entrambi i dubbi di Dante.
Dante, dichiarando di non poter adeguatamente ringraziare Beatrice, riconosce che l'intelletto umano è insaziabile se non è illuminato dal vero: esso vi trova pace come una fiera nella sua tana; ma da ogni verità raggiunta scaturisce un nuovo dubbio, ed è proprio della natura umana l'avvicinarsi per gradi al sommo della verità. Perciò Dante manifesta un altro dubbio: è possibile compensare la mancata adempienza di un voto con buone azioni di altro genere? Beatrice risponde con uno sguardo sfavillante d'amore.

## Analisi
Il canto, considerato "uno fra i più dottrinari del Paradiso, non presenta cambiamenti di scena né nuovi personaggi, ma si sviluppa come una lezione quasi ininterrotta di Beatrice, relativa ai dubbi sorti nella mente di Dante in seguito all'incontro con Piccarda narrato nel canto precedente. Sono in realtà dubbi di notevole portata intellettuale che si possono far risalire al periodo nel quale Dante, dopo la morte di Beatrice, frequentò assiduamente "le scuole de li religiosi e le disputazioni de li filosofanti" (Convivio, II, 12, 7).
Il secondo dubbio formulato è il primo a ricevere spiegazione, in quanto investe direttamente un problema di fede, ovvero se l'anima sia creata e infusa direttamente da Dio. Sembrerebbe opporsi a questo dogma il presentarsi delle anime nei singoli cieli, ma in realtà esse appartengono tutte all'Empireo, cielo non materiale e pura emanazione della mente divina. L'argomentazione è presentata da Beatrice in modo graduale ed ordinato, e appare dosata con prudenza là dove confuta la teoria platonica espressa da Timeo nel dialogo che da lui prende il nome. Non è ben noto il grado di conoscenza che Dante poteva avere del dialogo, che peraltro era fino al secolo XII l'unico testo platonico conosciuto direttamente nell'Europa occidentale. Beatrice infatti esprime qualche riserva sulla corretta interpretazione da darsi alle parole di Timeo (vv.55 e 59: "forse"...forse").
Il secondo dubbio sciolto è il primo formulato e riguarda la condizione di chi non mantiene fede al voto pronunciato in quanto costretto con la violenza. Se è vero, come è vero, che Piccarda e Costanza hanno subito violenza, come mai sono "qui rilegate per manco di voto" (Paradiso, III, v.30), ossia godono di un grado di beatitudine in certo modo limitato? Il dubbio non mette in discussione i principi della dottrina cristiana ma sottolinea come in certi casi la giustizia di Dio sia poco comprensibile alle menti degli uomini.
Beatrice, sempre con impeccabile ragionamento e lessico tipico della  Scolastica (filosofia), distingue tra volontà assoluta (dal latino absolutus ovvero libero, sciolto) e libertà condizionata, riconoscendo che non è facile incontrare esempi di virtù come quelli, eminenti, di San Lorenzo e di Muzio Scevola.
L'argomentazione esauriente suscita in Dante profonda gratitudine, espressa con una raffinatezza di linguaggio che richiama la lirica d'amore medioevale (vv.118-123), arricchita da metafore non consuete (v.127: la mente che si acquieta nel vero "come fera in lustra"; vv.130-131: il nuovo dubbio come un pollone al piede di un albero; v.132: il procedere graduale verso la verità come un salire di colle in colle verso la cima). Un'ultima metafora (v.138: "statera" ossia bilancia, per indicare la giustizia divina) emerge nella formulazione dell'ultimo dubbio, che Dante questa volta esprime con le proprie parole anziché lasciare che sia Beatrice a intuirlo.